# Ле-Пен (Ізер)
Ле-Пен (фр. Le Pin) — колишній муніципалітет у Франції, у регіоні Овернь-Рона-Альпи, департамент Ізер. Населення — 1227 осіб (2011).
Муніципалітет був розташований на відстані близько 450 км на південний схід від Парижа, 65 км на південний схід від Ліона, 35 км на північний захід від Гренобля.

## Історія
До 2015 року муніципалітет перебував у складі регіону Рона-Альпи. Від 1 січня 2016 року належав до нового об'єднаного регіону Овернь-Рона-Альпи.
1 січня 2017 року Ле-Пен і Паладрю було об'єднано в новий муніципалітет Віллаж-дю-Лак-де-Паладрю.

## Демографія
Динаміка населення (INSEE ):
Розподіл населення за віком та статтю (2006):
| Стать | Всього | До 15 років | 15-24 | 25-44 | 45-64 | 65-85 | Понад 85 |
| --- | ------ | ----------- | ----- | ----- | ----- | ----- | -------- |
| Чоловіки | 576    | 117         | 96    | 141   | 168   | 50    | 4        |
| Жінки | 617    | 147         | 59    | 175   | 155   | 77    | 4        |
| \| Статево-вікова піраміда \| Статево-вікова піраміда \| Статево-вікова піраміда \| \| ----------------------- \| ----------------------- \| ----------------------- \| \| Чоловіки \| Вік \| Жінки \| \| 4 \| 85 + \| 4 \| \| 8 \| 80-84 \| 17 \| \| 8 \| 75-79 \| 1 \| \| 21 \| 70-74 \| 29 \| \| 13 \| 65-69 \| 30 \| \| 42 \| 60-64 \| 25 \| \| 13 \| 55-59 \| 38 \| \| 46 \| 50-54 \| 29 \| \| 67 \| 45-49 \| 63 \| \| 55 \| 40-44 \| 79 \| \| 47 \| 35-39 \| 44 \| \| 22 \| 30-34 \| 39 \| \| 17 \| 25-29 \| 13 \| \| 42 \| 20-24 \| 17 \| \| 54 \| 15-20 \| 42 \| \| 46 \| 10-14 \| 88 \| \| 38 \| 5-9 \| 34 \| \| 33 \| 0-4 \| 25 \| |        |             |       |       |       |       |          |
| Статево-вікова піраміда |        |             |       |       |       |       |          |
| Чоловіки | Вік    | Жінки       |       |       |       |       |          |
| 4 | 85 +   | 4           |       |       |       |       |          |
| 8 | 80-84  | 17          |       |       |       |       |          |
| 8 | 75-79  | 1           |       |       |       |       |          |
| 21 | 70-74  | 29          |       |       |       |       |          |
| 13 | 65-69  | 30          |       |       |       |       |          |
| 42 | 60-64  | 25          |       |       |       |       |          |
| 13 | 55-59  | 38          |       |       |       |       |          |
| 46 | 50-54  | 29          |       |       |       |       |          |
| 67 | 45-49  | 63          |       |       |       |       |          |
| 55 | 40-44  | 79          |       |       |       |       |          |
| 47 | 35-39  | 44          |       |       |       |       |          |
| 22 | 30-34  | 39          |       |       |       |       |          |
| 17 | 25-29  | 13          |       |       |       |       |          |
| 42 | 20-24  | 17          |       |       |       |       |          |
| 54 | 15-20  | 42          |       |       |       |       |          |
| 46 | 10-14  | 88          |       |       |       |       |          |
| 38 | 5-9    | 34          |       |       |       |       |          |
| 33 | 0-4    | 25          |       |       |       |       |          |

## Економіка
2010 року серед 791 особи працездатного віку (15—64 років) 590 були активними, 201 — неактивною (показник активності 74,6%, у 1999 році було 73,5%). З 590 активних мешканців працювало 548 осіб (294 чоловіки та 254 жінки), безробітними було 42 (21 чоловік та 21 жінка). Серед 201 неактивної 79 осіб було учнями чи студентами, 64 — пенсіонерами, 58 були неактивними з інших причин.

У 2010 році в муніципалітеті числилось 464 оподатковані домогосподарства, у яких проживали 1242,5 особи, медіана доходів виносила 21 059 євро на одного особоспоживача